# Anthony Nathan de Rothschild, 1er Baronet

Escudo de los Baronet Rothschild.

Anthony Nathan de Rothschild, 1.er Baronet (Londres, Inglaterra, 29 de mayo de 1810 - Ibídem, 3 de enero de 1876) fue un filántropo, coleccionista de arte, empresario y banquero inglés miembro de la prominente familia Rothschild de Inglaterra.